# Landawirseehütte
Die Landawirseehütte ist eine Schutzhütte der Sektion Lungau des Österreichischen Alpenvereins in den Schladminger Tauern (Land Salzburg). Sie liegt am unteren Landawirsee, östlich der Trockenbrotscharte und ist Stützpunkt am Zentralalpenweg, einem österreichischen Weitwanderweg. Die Hütte wurde 1911 privat erbaut und verpachtet. Seit 1912 war sie offen und wurde 1923 bzw. 1926/1927 erweitert. Nach der Zerstörung 1977 wurde sie 1977–1980 wieder errichtet.

## Aufstieg
- Ennstal, Schladming, 740 m, Gehzeit: 5½ Stunden
- Murtal, Untere Piendlalm, 1325 m,
- Vordere Göriachalmen, 1425 m, Gehzeit: 1½ Stunde

## Touren
- Pietrach (2396 m) in einer Gehzeit von 1¾ Stunde.
- Kübel (2354 m) in einer Gehzeit von 2 Stunden.
- Hochgolling (2863 m) in einer Gehzeit von 4 Stunden.
- Zwerfenberg (2642 m) in einer Gehzeit von 3 Stunden.
- Samspitze (2381 m) in einer Gehzeit von 1 Stunde.
- Scharnock (2498 m) in einer Gehzeit von 2¼ Stunden.
- Rotsandspitze (2481 m) in einer Gehzeit von 1½ Stunden.
- Hoher Wagen (2320 m) in einer Gehzeit von 1½ Stunden.

## Übergang zu anderen Hütten
- Gollinghütte über die Gollingscharte, Gehzeit: 3 Stunden
- Keinprechthütte über die Trockenbrotscharte, Gehzeit: 2 Stunden